# 李雄 (东汉)
李雄（?—?），荆州南阳郡宛县人。东汉大臣，固始侯李通的幼子。
李雄的祖父李守为新朝王莽国师刘歆属下宗卿师，王莽末年，李守说刘氏复起，李氏为辅，李通联合南阳郡舂陵刘縯，劝他起兵反新复汉。刘縯的弟弟刘秀最后建立了东汉，封李通为固始侯，将妹妹宁平公主刘伯姬嫁予他。建武十二年（36年）李通辞任大司空，以特进奉朝请。有司奏请封诸皇子，刘秀为了赏赐李通首创大谋的功劳，即日封李雄为召陵侯。建武十八年（42年），李通去世，李雄的哥哥李音袭爵固始侯。